# Едвард Мадейський
Едвард Домінік Єжи Мадейський (пол. Edward Dominik Jerzy Madejski; 11 серпня 1914, Краків, Австро-Угорщина —15 лютого 1996, Битом, Польща) — польський футболіст, виступав на позиції воротаря.

## Життєпис
У довоєнні роки виступав за клуби «Ювенія», «Вісла» (Краків), «Гарбарня» і «Заользьє». У складі «Вісли» він провів 64 матчі чемпіонату Польщі. У збірної Польщі дебютував 6 вересня 1936 року матчем проти Югославії. Грав на Олімпійських іграх 1936 року в Берліні і на чемпіонаті світу 1938 року у Франції, в тому числі й у легендарному матчі проти Бразилії, який завершився з рахунком 5:6. На момент чемпіонату світу він де-юре не значився в складі якого будь-клубу: йому заборонили грати в чемпіонаті Польщі через скандальний переходу з «Вісли» в «Гарбарню». Останню гру за збірну провів 13 листопада 1938 року проти Ірландії (поразка 2:3). В 11 поєдинках пропустив 33 м'ячі.
У роки Другої світової війни Мадейський грав в підпільних футбольних турнірах, був заарештований гестапо й декілька місяців провів у камері смертників. Після війни деякий час пограв у битомській «Полонії», закінчивши там кар'єру в 1949 році. Закінчив у 1954 році гірничо-металургійну академію Кракова, ставши дипломованим інженером-хіміком. У 1956 році заарештований за помилковим доносом за звинуваченням у шпигунстві, три роки відсидів у в'язниці, поки не був реабілітований, але підірвав там своє здоров'я. Похований на Раковицькому кладовищі Кракова.